# Святой Элдад
Элдад (валл. Eldad; погиб в 577 году) — епископ Каэр-Глоуи (современный Глостер); святой.

## Биография
Элдад был сыном Арта, сына Артуга Веснушчатого, сына Кустенина Корнеу.
Почитается как святой в Римско-католической церкви с праздником 4 февраля, и Восточной православной церковью. Жизнь Элдада исторически не детализирована, но он, вероятно, был бритом, убитым англосаксами в Деорхэме. Сообщается, что он поднял сельских жителей на сопротивление языческим вторжениям. Однако о нём, вероятно, ничего не известно: даже высказывались предположения, что его имя было искаженным от «старые ворота».
Святой Элдад упоминается в «Саруме» и других мартирологах; его праздник отмечен в календаре Глостера (дополнение XIV века); ему были посвящены церкви в Глостере и в Оксфорде, а также известная улица Оксфорда: St Aldate’s, Оксфорд и небольшая улица в Глостере. Также есть таверна «St Aldate’s», гостевой дом, как пристройка к церкви Христа, и комната в здании муниципалитета Оксфорда.
Элдад также почитается как святой в Восточной Православной Церкви.